# Высшевесёлое
Высшевесёлое (укр. Вищевеселе) — село,
Высшевесёловский сельский совет,
Великописаревский район,
Сумская область,
Украина.
Код КОАТУУ — 5921280801. Население по переписи 2001 года составляло 495 человек.
Является административным центром Высшевесёловского сельского совета, в который, кроме того, входят сёла
Василевка,
Мирное и
Родное.

## Географическое положение
Село Высшевесёлое находится на берегу реки Весёлая,
выше по течению на расстоянии в 1 км расположено село Прокопенково (Краснокутский район),
ниже по течению на расстоянии в 1,5 км расположено село Весёлое.
На реке несколько больших запруд.
Рядом проходит автомобильная дорога Т-2106.

## История
- 1709 — дата основания.

## Объекты социальной сферы
- Школа.
- Фельдшерско-акушерский пункт.